# Greeley Estates
Greeley Estates é uma banda de metalcore americana de Phoenix, Arizona formada em 2002. A banda lançou cinco álbuns de estúdio e um EP. O grupo inicialmente começou com um estilo emo e post-hardcore, mas mais tarde eles mudaram para metalcore a partir do album Go West Young Man, Let The Evil Go East.
A banda assinou contrato com a gravadora Tragic Hero Records e com a Ferret Music em 2009 e lançarão seu quarto álbum No Rain, No Rainbow em 2010, que apresenta um som ainda mais pesado. A banda lançou seu quinto álbum The Death of Greeley Estates em 09 de agosto de 2011 (não confundir com o seu DVD de 2005 do mesmo nome), o único membro fundador restante é o vocalista Ryan Zimmerman.

## Integrantes

#### Formação atual
- Ryan Zimmerman - vocal (2002-presente)
- Chris Julian - bateria (2009-presente)
- David Ludlow - guitarra (2010-presente) baixo (2009–2010)
- Kyle Koelsch - baixo (2010-presente)

#### Ex-integrantes
- Brandon Hackenson - guitarra (2002-2014)
- Dallas Smith - guitarra (2002–2007)
- Jared Weard - baixo (2002–2004)
- Mike Coburn - bateria (2002–2003)
- David Hubbard - bateria (2003)
- Brian Champ - bateria (2004–2009)
- Josh Applebach - baixo (2004–2007)
- Alex Torres - guitarra (2007–2010)
- Tyler "Telle" Smith - baixo, vocal de apoio (2008)

## Discografia
Álbums/EPs
| 2004                           | Outside of This - Lançado: 22 de Julho de 2004 - Gravadora: Smartpunk, LLC - Formato: CD                | —   | — | —  | —  | —  |
| 2005                           | Caveat Emptor EP - Lançado: 8 de Novembro de 2005 - Gravadora: Record Collection - Formato: CD          | —   | — | —  | —  | —  |
| 2006                           | Far from the Lies - Lançado: 6 de Junho de 2006 - Gravadora: Record Collection - Formato: CD            | —   | — | —  | —  | —  |
| 2008                           | Go West Young Man, Let The Evil Go East - Lançado: 6 de Maio de 2008 - Gravadora: Science - Formato: CD | —   | — | —  | —  | —  |
| 2010                           | No Rain, No Rainbow - Lançado: 16 de Janeiro de 2010 - Gravadora: Tragic Hero - Formato: CD             | 196 | 5 | 25 | 31 | —  |
| 2011                           | The Death of Greeley Estates - Lançado: 9 de Agosto de 2011 - Gravadora: Tragic Hero - Formato: CD      | 148 | 2 | 10 | 21 | 38 |
| 2012                           | The Narrow Road/Devil Son - Lançado: - - Gravadora: - - Formato: -                                      | —   | — | —  | —  | —  |
| "—" indica que não há gráfico. | |     |   |    |    |    |

## Videografia
- "Through Waiting" (2005, de Outside of This)
- "Outside of This" (2005, de Outside of This)
- "Angela Lansbury Keeps Guys Like You Off The Street" (2006, de Caveat Emptor EP)
- "Life Is a Garden" (2006, de Far from the Lies)
- "Blue Morning" (2008, de Go West Young Man, Let the Evil Go East)
- "Go West Young Man" (2008, de Go West Young Man, Let the Evil Go East)
- "Desperate Times Call for Desperate Housewives" (2008, de Go West Young Man, Let the Evil Go East)
- "Seven Hours" (2010, de No Rain, No Rainbow)
- "Friends Are Friends for Never" (2011, deNo Rain, No Rainbow)

DVDs
- The Death of Greeley Estates (2005)